# Bucculatrix coniforma
Bucculatrix coniforma är en fjärilsart som beskrevs av Braun 1963. Bucculatrix coniforma ingår i släktet Bucculatrix och familjen kronmalar. Inga underarter finns listade i Catalogue of Life.